# James Ward Packard
James Ward Packard (5 de noviembre de 1863 - 20 de marzo de 1928) fue un empresario automovilístico pionero estadounidense, que fundó junto con su hermano William Doud Packard la compañía Packard, fabricante de uno de los vehículos más lujosos de Norteamérica durante la primera mitad del siglo XX.

## Semblanza
Packard nació en Warren (Ohio) el 5 de noviembre de 1863, hijo de Warren y Mary Elizabeth Doud Packard. Después de asistir a la Universidad de Lehigh, donde se matriculó en 1880 y se graduó en 1884 con un título en ingeniería mecánica, se unió a su hermano mayor William Doud Packard (1861-1923) para fundar la Packard Electric Company en 1890, dedicándose a fabricar lámparas de arco incandescentes. Su hermana Alaska P. Davidson (1868-1934) se convirtió más tarde en la primera mujer agente del FBI.
Posteriormente, los hermanos formaron una sociedad llamada Packard & Weiss con el inversor George L. Weiss de la Winton Motor Carriage Company en 1893. El primer automóvil Packard fue lanzado en 1899. En 1900, la compañía se reorganizó con el nombre de  Ohio Automobile Company y pasó a llamarse Packard Motor Company en 1902. La compañía se trasladó a Detroit en 1903. Tras medio siglo de actividad, la empresa finalmente se fusionó con la Studebaker en 1954, y el último Packard se fabricó en 1958.
Después del traslado de la empresa a Detroit, los hermanos Packard se centraron en la fabricación de sistemas eléctricos para la automoción a través de la empresa Packard Electric Company. General Motors adquirió la empresa en 1932, renombrándola como Delphi Corporation en 1995. La empresa se escindió y se independizó de GM en 1999.
James Ward Packard enfermó tres años antes de su muerte y pasó sus últimos 16 meses en el Hospital Clínico de Cleveland.

## Legado
- El Packard Park, en Warren (Ohio), está en un terreno donado por los Packard.
- El Packard Lab en la Universidad de Lehigh fue financiado por Packard, siendo completado en 1929, un año después de su muerte.[5][6]
- En 1927, Packard encargó el reloj más complicado del mundo que nunca se retrasara, pero el banquero Henry Graves Jr. superó a su rival en 1933 para convertirse en el propietario del Patek Philippe Henry Graves Supercomplication (el reloj más complicado jamás construido), gastando 60.000 francos suizos, casi cinco veces el precio pagado por Packard.